# دابارلا
دابارلا (به لاتین: Dabarella) یک منطقهٔ مسکونی در سری‌لانکا است که در استان جنوبی (سری‌لانکا) واقع شده‌است.